# Хавиксбек
Хавиксбек (њем. Havixbeck) општина је у њемачкој савезној држави Северна Рајна-Вестфалија. Једно је од 11 општинских средишта округа Коесфелд. Према процјени из 2010. у општини је живјело 11.752 становника. Посједује регионалну шифру (AGS) 5558020.

## Географски и демографски подаци
Хавиксбек се налази у савезној држави Северна Рајна-Вестфалија у округу Коесфелд. Општина се налази на надморској висини од 90 метара. Површина општине износи 53,0 km². У самом мјесту је, према процјени из 2010. године, живјело 11.752 становника. Просјечна густина становништва износи 222 становника/km².

## Међународна сарадња
| Мјесто | Држава    | Врста сарадње | Од    |
| ------ | --------- | ------------- | ----- |
|        | Француска | партнерство   | 1973. |
| Извор  |           |               |       |